# Koninklijke Luchtmacht
La Koninklijke Luchtmacht (dall'olandese per "Regia Aeronautica Militare"), spesso abbreviata in KLu, è l'attuale aeronautica militare dei Paesi Bassi e parte integrante delle forze armate dei Paesi Bassi.

## Storia

### Gli inizi
L'aeronautica militare olandese venne fondata nel 1913 come branca del Koninklijke Landmacht (KL), il reale esercito dei Paesi Bassi, con il nome di Luchtvaartafdeeling (LVA), ovvero, in italiano, Gruppo di aviazione dell'esercito. I primi modelli di aereo acquisiti dai reparti dell'esercito furono un Brik e tre Farman di produzione francese. Con l'evolversi della tecnologia aeronautica questi primi divennero ben presto inadeguati venendo sostituiti con alcuni Nieuport e Caudron.
Durante la prima guerra mondiale i Paesi Bassi si dichiararono neutrali e non presero parte ad alcun combattimento, continuando però a sviluppare l'abilità dei propri piloti.
Dopo il termine del conflitto il governo olandese tagliò drasticamente i fondi stanziati per la Difesa e di conseguenza l'attività dei reparti aerei dell'esercito venne quasi del tutto azzerata. Con il nuovo clima di tensioni internazionali il governo cercò di riformare una propria aeronautica stabilmente funzionante, ma si trovò di fronte a numerosi problemi, non ultimo quello della difficile reperibilità di piloti e istruttori olandesi in grado di pilotare i nuovi aerei in circolazione tra le altre aeronautiche nazionali.

### Dalla seconda guerra mondiale alla fine degli anni quaranta
Quando scoppiò la seconda guerra mondiale, nel luglio 1939, venne cambiato il nome della forza aerea in Luchtvaartbrigade (Brigata d'aviazione dell'esercito). Nell'agosto dello stesso anno il governo olandese mobilitò il proprio esercito ma, a causa della scarsezza di preparazione e di fondi, a quel tempo la Luchtvaartbrigade era composta soltanto da 125 aerei in grado di volare; in particolare:
- 9 bombardieri Fokker T.V
- 36 caccia Fokker D.XXI
- 25 nuovi caccia Fokker G.I
- 55 aerei da pattugliamento di varie tipologie.

Nel maggio 1940 la Germania invase i Paesi Bassi. La superiorità aerea della Luftwaffe era schiacciante ma, nonostante ciò, le forze olandesi riuscirono comunque a causare ingenti perdite al nemico, distruggendo più di 350 aerei tedeschi (molti dei quali per la verità abbattuti dalle forze a terra); il prezzo di ciò fu però molto alto per la Luchtvaartbrigade, dato che il 95% dei piloti olandesi morì.
Alcuni dei membri della Luchtvaartbrigade riuscirono a scappare in Inghilterra e lì, sotto il comando della RAF, formarono gli squadroni 320 e 321.
La parte dell'aeronautica di stanza nelle allora colonie olandesi nel Pacifico continuò la propria attività fino all'occupazione da parte del Giappone, avvenuta nel 1942.

### Interventi in Nuova Guinea
A partire dalla fine del secondo conflitto mondiale l'Indonesia rivendicava la propria sovranità sulla Nuova Guinea, che ancora allora era possedimento coloniale olandese; i rapporti diplomatici tra le due nazioni cessarono bruscamente alla fine degli anni cinquanta. Di conseguenza il governo olandese trasferì in Nuova Guinea alcuni reggimenti del proprio esercito, compreso un distaccamento dell'aeronautica militare, con il compito principale di controllare lo spazio aereo sopra l'isola di Biak. Negli anni sessanta, con il progressivo deteriorarsi dei rapporti tra Indonesia e Olanda, vennero mandati ulteriori rinforzi in Nuova Guinea e venne stabilito anche un comando distaccato dell'aeronautica militare (Commando Luchtverdediging Nederlands Nieuw-Guinea - CLV NNG). Nel 1962 l'Indonesia si preparò ad invadere i possedimenti coloniali olandesi ma, in seguito a pressioni della comunità internazionale, il governo olandese accettò di ritirarsi pacificamente e di riconoscere la sovranità dell'Indonesia su quei territori.

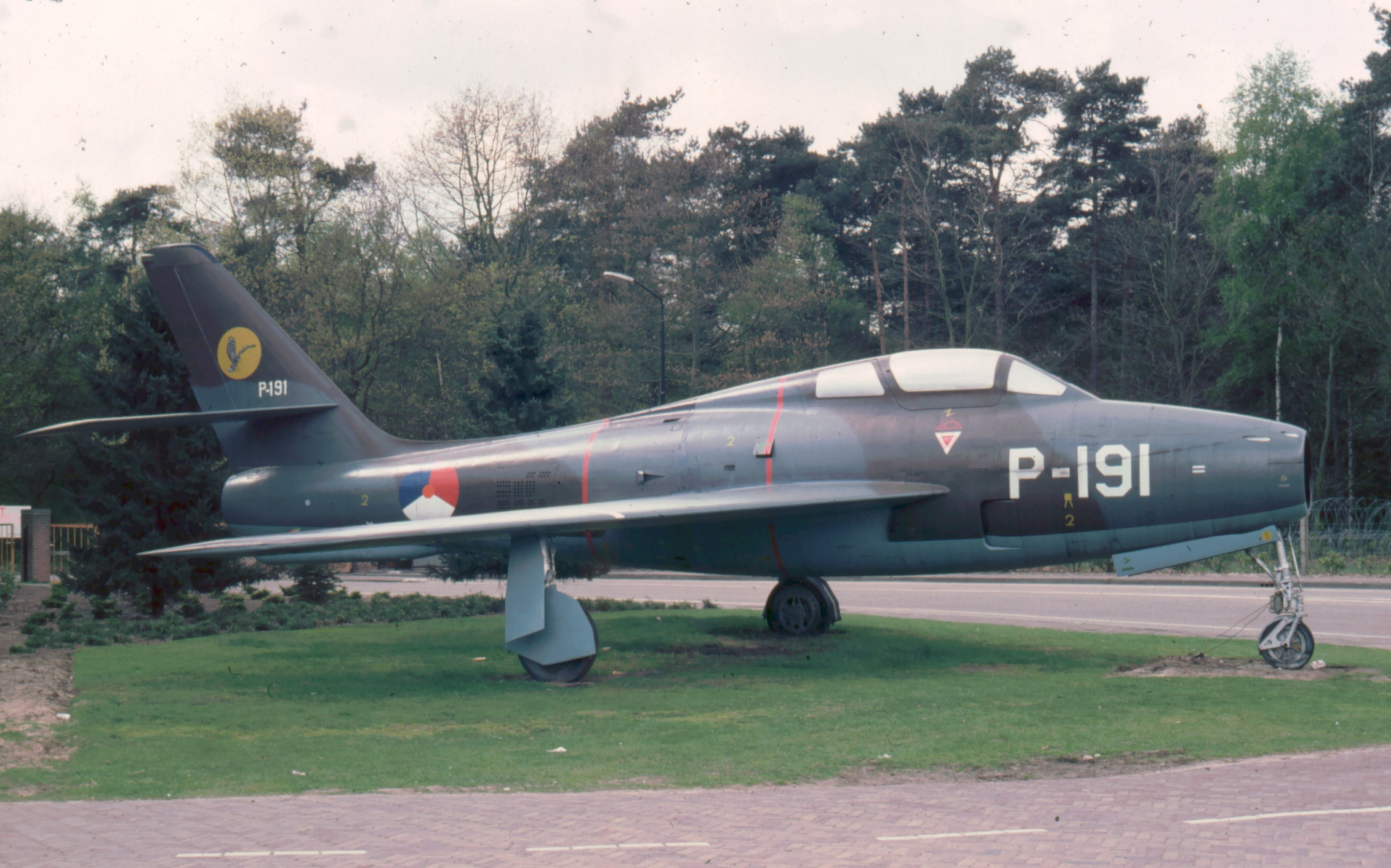
Republic F-84F Thunderstreak
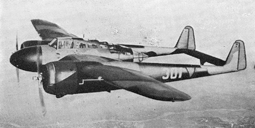
Fokker G.I
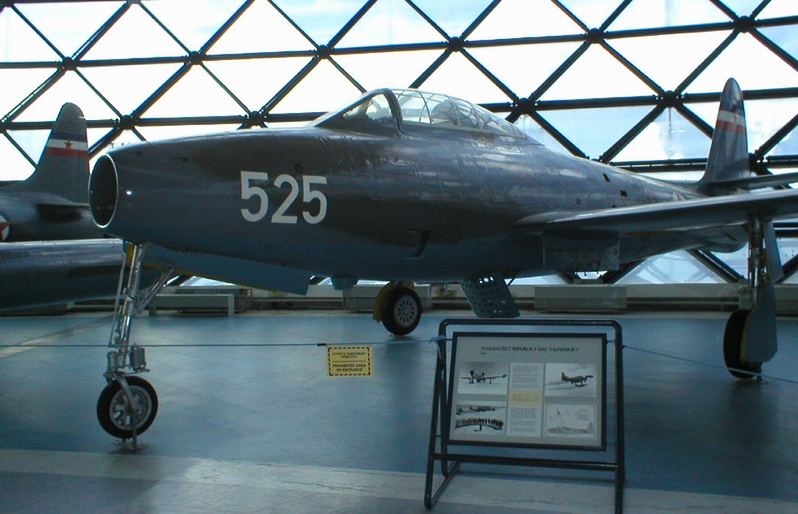
Republic F-84G Thunderjet

### Interventi in ambito internazionale
La Koninklijke Luchtmacht è intervenuta nella Ex-Jugoslavia al fianco delle forze NATO dal 1993 al 1995, utilizzando come punti di appoggio gli aeroporti italiani di Villafranca e Amendola.
Nell'ottobre 2002 una forza aerea composta da 18 F-16 Fighting Falcon norvegesi, danesi e olandesi è stata stanziata nella base aerea di Manas, in Kirghizistan come supporto alle truppe di terra NATO impegnate nell'Operazione Enduring Freedom.
Nell'agosto 2006 la Koninklijke Luchtmacht ha schierato nell'aeroporto di Kandahar sei F-16 Fighting Falcon e tre Boeing CH-47D Chinook come supporto alle azioni della NATO nel Sud dell'Afghanistan.

## Aeromobili in uso
Sezione aggiornata annualmente in base al World Air Force di Flightglobal del corrente anno. Tale dossier non contempla UAV, aerei da trasporto VIP ed eventuali incidenti accorsi durante l'anno della sua pubblicazione. Modifiche giornaliere o mensili che potrebbero portare a discordanze nel tipo di modelli in servizio e nel loro numero rispetto a WAF, vengono apportate in base a siti specializzati, periodici mensili e bimestrali. Tali modifiche vengono apportate onde rendere quanto più aggiornata la tabella.
| Aeromobile                           | Origine        | Tipo                                 | Versione (denominazione locale) | In servizio (2024) | Note | Immagine |
| Aerei da combattimento               |                |                                      |                                 |                    | |          |
| Lockheed Martin F-35 Lightning II    | Stati Uniti    | cacciabombardiere                    | F-35A                           | 41                 | Due aerei sono stati ordinati per test e valutazioni. Il primo F-35A F-001 è stato consegnato il 25 luglio 2013. Un minimo di 37 F-35A sarà ordinato per sostituire gli F-16. Di questi 37, 8 sono stati consegnati direttamente dalla linea di montaggio Lockheed Martin e 29 saranno costruiti in Italia da Leonardo nella FACO di Cameri. Ad ottobre 2019 la difesa olandese ha confermato l'acquisto di ulteriori 9 aerei che porterà il totale degli F-35 da consegnare a 46. Un ordine di ulteriore 6 aerei, approvato a giugno 2022, ha portato a 52 il totale dei velivoli ordinati. |          |
| Aeromobile a pilotaggio remoto - UAV |                |                                      |                                 |                    | |          |
| General Atomics MQ-9 Reaper          | Stati Uniti    | UAV                                  | MQ-9A block 5                   | 1                  | 4 MQ-9A block 5 ordinati a marzo 2019, dopo l'interesse del giugno 2017. Primo esemplare consegnato a metà agosto 2023. Ulteriori 4 MQ-9A block 5 ordinati il 21 agosto 2023. |          |
| AeroVironment RQ-11 Raven            | Stati Uniti    | Mini-UAV                             | RQ-11                           | 72                 | Utilizzato dal Koninklijke Landmacht e dal Korps Mariniers con coccarde della aviazione militare |          |
| Boeing ScanEagle                     | Stati Uniti    | UAV da ricognizione e pattugliamento |                                 | 12                 | Utilizzati dal Koninklijke Landmacht con una stazione analogica e sei velivoli, due stazioni digitali con tre velivoli ognuna. Saranno acquisite ulteriori capacità operative. |          |
| Aerei per rifornimento in volo       |                |                                      |                                 |                    | |          |
| Airbus A330 MRTT                     | Unione europea | aereo per rifornimento in volo       | A330 MRTT                       | 7                  | 8 aerei di proprietà della NATO, ordinati nell'ambito del programma Multinational MRTT Unit (MMU) sottoscritto da Germania, Norvegia, Repubblica Ceca, Paesi Bassi, Belgio e Lussemburgo. Gli aerei portano le insegne della KLu olandese in quanto basati presso la base operativa principale di Eindhoven (Paesi Bassi). Un ulteriore aereo è stato ordinato a settembre 2020, portando a 9 il numero degli esemplari ordinati. Il 19 novembre 2020 è stato consegnato il terzo esemplare (T-056), che oltre alle capacità di rifornimento in volo è equipaggiato con apparecchiature MEDEVAC presso la base operativa avanzata. Il 23 marzo 2023 è stato ordinato un ulteriore esemplare che porta a 10 gli esemplari complessi i ordinati. Il 24 giugno 2025, sono stati ordinati ulteriori due aerei (portando il totale a 12 esemplari ordinati) e viene ufficializzato l'ingresso di Svezia e Danimarca nella Multinational MRTT Fleet. |          |
| Aerei da trasporto                   |                |                                      |                                 |                    | |          |
| Lockheed C-130 Hercules              | Stati Uniti    | Aereo da trasporto                   | C-130HC-130H-30                 | 2                  | Nel 1992 la KLu ha acquistato due esemplari nuovi della versione allungata C-130H-30. Nel 2005, sono stati acquistati due ex EC-130Q della U.S. Navy che, dopo una profonda revisione da parte della Marshal Aerospace, sono stati consegnati come variante C-130H nel 2008. Tutti i velivoli adottano il "common digital cockpit". Con la stessa azienda, il 20 dicembre 2018, è stato firmato un contratto con il quale, questa si occuperà della manutenzione della intera flotta fino al ritiro dal servizio degli aerei. |          |
| Gulfstream G650                      | Stati Uniti    | aereo da trasporto VIP               | G650                            | 1                  | 1 G650 di seconda mano ordinato il 5 luglio 2022, consegnato il 15 marzo 2023. |          |
| Embraer KC-390                       | Brasile        | aereo da trasporto                   | C-390M                          | 0                  | 5 C-390M selezionati il 16 giugno 2022 ed ordinati il 22 luglio 2024. |          |
| Aerei da addestramento               |                |                                      |                                 |                    | |          |
| Pilatus PC-7 Turbo Trainer           | Svizzera       | aereo da addestramento               | PC-7MPC-7 MK.X                  | 130                | 13 PC-7M in servizio dal 1988, dal 2017 sono stati aggiornati nella strumentazione sostituendo il cockpit analogico con uno digitale, e saranno sostituiti nel 2027. Ulteriori 8 PC-7 Mk.X selezionati il 15 ottobre 2024 ed ordinati ufficialmente l'8 febbraio 2025. |          |
| Elicotteri                           |                |                                      |                                 |                    | |          |
| Hughes AH-64 Apache                  | Stati Uniti    | elicottero d'attacco                 | AH-64DAH-64E                    | 280                | 1 perso in incidente. Dei 30 consegnati, al settembre 2018, restavano in servizio 28 AH-64D block II, tutti selezionati per essere ricostruiti alla nuova versione AH-64E Apache Guardian. Il 19 novembre il Ministero della Difesa olandese (MoD) annunciò che i primi tre AH-64D erano partiti con destinazione lo stabilimento di produzione Apache di Boeing a Mesa, in Arizona dove sarebbero stati aggiornati allo standard AH-64E. Gli elicotteri saranno rimessi in servizio tra la metà del 2023 e l'inizio del 2025. |          |
| Eurocopter AS 532 Cougar             | Francia        | elicottero utility                   | AS 532U2 Cougar Mk.2            | 12                 | 17 AS 532U2 ordinati il 23 ottobre 1993, con consegne iniziate il 3 maggio 1996. Programma per aggiornamento Mid-Life Update nel 2009. Nel 2012, nove furono accantonati e otto rimasero operativi. Nel 2014, quattro degli elicotteri accantonati furono rimessi in servizio portando il totale dei disponibili a dodici esemplari. I 5 rimanenti non sono operativi e sono disponibili per essere venduti. |          |
| Boeing CH-47 Chinook                 | Stati Uniti    | elicottero da trasporto pesante      | CH-47F                          | 20                 | 13 CH-47D ricevuti a partire dal 1996 e ritirati il 22 dicembre 2021. 6 CH-47F consegnati a partire dal 2012. Ulteriori 14 CH-47F sono stati ordinati in due lotti (12 + 2) nel 2016 ed a maggio 2017, ed aggiornamento dei CH-47F del primo lotto allo standard del secondo. Il primo dei 14 nuovi CH-47F è stato consegnato ad aprile 2020. L'ultimo esemplare è stato consegnato il 9 novembre 2023. |          |
| NHIndustries NH90                    | Unione europea | ASWelicottero utility                | NH90 NFHNH90 TTH                | 19                 | 12 NFH ASW e 8 TTH ordinati. |          |
| Airbus H225M Caracal                 | Unione europea | C/SAR                                | H225M                           | 0                  | 14 H225M selezionati il 5 giugno 2023. Ordine per 12 H225M (più due in opzione) formalizzato il 5 novembre 2024. Il piano originale prevedeva di ordinare quattordici H225M, ma a causa dei costi più elevati legati alle attrezzature di missione, l'ordine finale è stato modificato a dodici. |          |

## Aeromobili ritirati
- General Dynamics F-16AM - 177 esemplari (1979-2024)[53][54]
- General Dynamics F-16BM - 36 esemplari (1979-2024)[53][54]
- Gulfstream IV - 1 esemplare (1995-2023)[55][56]
- Boeing CH-47D Chinook - 13 esemplari (1996-2021)[45][57]
- McDonnell Douglas KDC-10 - 2 esemplari (1995-2021)[58][59][60][61]
- Aérospatiale SA 316A Alouette III - 77 esemplari (1964 al 2015)[62]
- Dornier Do 228
- Eurocopter AS365 Dauphin
- Agusta-Bell AB-412SP - 3 esemplari (1994-2014)[63][64]
- General Dynamics F-16A Fighting Falcon - 29 rivenduti al Cile, 6 alla Giordania.
- General Dynamics F-16B Fighting Falcon - 7 rivenduti al Cile.
- Canadair NF-5 Freedom Fighter
- Lockheed F-104 Starfighter
- Hawker Hunter F.6A
- Lockheed P-3C Orion
- Breguet Br 1150 Atlantic
- Lockheed P2V Neptune
- Fouga CM-170 Magister
- Republic F-84G Thunderjet
- Republic F-84F Thunderstreak
- North American F-86K Sabre
- Lockheed T-33 Shooting Star
- North American T-6 Texan
- Hawker Sea Fury
- Gloster Meteor
- North American P-51D Mustang
- Grumman TBF Avenger
- Supermarine Spitfire
- Douglas A-20
- Lockheed Hudson
- North American B-25C/D/J Mitchell
- Douglas C-47 Dakota/Skytrain
- Fokker D.XXI

## Gradi della Luchtmacht

### Ufficiali
| Codice NATO | OF-10           | OF-9     | OF-8               | OF-7            | OF-6            | OF-5    | OF-4              | OF-3   | OF-2     | OF-1             | OF-1             | OF-D     |
| ----------- | --------------- | -------- | ------------------ | --------------- | --------------- | ------- | ----------------- | ------ | -------- | ---------------- | ---------------- | -------- |
| Paesi Bassi | Non equivalente |          |                    |                 |                 |         |                   |        |          |                  |                  |          |
| Paesi Bassi | Non equivalente | Generaal | Luitenant-generaal | Generaal-majoor | Brigadegeneraal | Kolonel | Luitenant-kolonel | Majoor | Kapitein | Eerste-luitenant | Tweede-luitenant | Vaandrig |

### Sottufficiali e comuni
| Codice NATO            | OR-9                   | OR-8            | OR-7                   | OR-6     | OR-5                    | OR-4      | OR-3                  | OR-2                  | OR-2                  | OR-1 |
| ---------------------- | ---------------------- | --------------- | ---------------------- | -------- | ----------------------- | --------- | --------------------- | --------------------- | --------------------- | ---- |
| Paesi Bassi            |                        |                 |                        |          |                         |           |                       |                       |                       |      |
| Adjudant-onderofficier | Adjudant-onderofficier | Sergeant-majoor | Sergeant der 1e klasse | Sergeant | Korporaal der 1e klasse | Korporaal | Soldaat der 1e klasse | Soldaat der 2e klasse | Soldaat der 3e klasse |      |